# Hate That I Love You
Hate That I Love You ist ein Lied der barbadaischen Sängerin Rihanna, es wurde am 21. August 2007 als dritte Single aus ihrem dritten Album Good Girl Gone Bad veröffentlicht. Das Lied ist ein Duett mit dem amerikanischen R&B-Sänger Ne-Yo, welcher schon vorher mit Rihanna zusammenarbeitete und ihren Hit Unfaithful schrieb. Hate That I Love You wurde von S. Smith, M. S. Eriksen und T. E. Hermansen geschrieben und von Stargate produziert, welche ebenfalls Unfaithful und Sexy Love von Ne-Yo produzierten. Musikalisch hat Hate That I Love You die gleiche Struktur wie die anderen von Stargate produzierten Lieder. Rihanna nahm das Lied unter anderem noch mit den Sängern David Bisbal, Hins Cheung und Josh Santana auf, die das Lied jeweils in ihrer Muttersprache singen, nur Rihanna selbst singt englisch. Diese Versionen konnten sich in den Heimatländern der Sänger erfolgreich in den Charts platzieren.
Das Lied war bei den Grammy Awards 2008 für zwei Grammys in den Kategorien „Best R&B Song“ und „Best R&B Performance By A Duo Or Group With Vocals“ nominiert.

## Inhalt
Hate That I Love You ist ein Duett zwischen Rihanna und dem amerikanischen Sänger Ne-Yo, welcher auch das Titellied von Good Girl Gone Bad schrieb. In einem Interview sagte Rihanna: „Das Lied Hate That I Love You wird sich für euch beim ersten Hören nach einem sexy Lied anhören, aber ihr müsst auch den Liedtext anhören. Es ist wirklich ein düsteres Lied mit dunklem Inhalt. In diesem Lied geht es um zwei Menschen die sich lieben und doch zugleich hassen bzw. die Gefühle, welche sie für einander hegen, aber dennoch nicht voneinander loskommen (‚But you wont let me-You upset me girl‘). Sie sind Gefangene ihrer Gefühle und sie brauchen einander(That's how much I love you -How much I need you)“

## Musikvideo
Rihanna drehte das Musikvideo zu Hate That I Love You zusammen mit dem Regisseur Anthony Mandler in Los Angeles am 13. August 2007. Das Musikvideo hatte am 24. September 2007 auf Rihannas offizieller Website Weltpremiere. Am 1. Oktober 2007 wurde das Musikvideo bei TRL erstmals im Fernsehen ausgestrahlt. Es zeigt Rihanna und Ne-Yo, die das Lied an verschiedenen Orten singen. Es scheint so, als ob sie sich gegenseitig vermissen würden, am Ende des Musikvideos stellt sich jedoch heraus, dass beide über ihre eigenen Liebhaber singen, die sie vermissen.
Bis Juni 2023 verzeichnete das Musikvideo mehr als 370 Millionen Aufrufe auf YouTube.

## Rezeption

### Rezensionen
MSN bezeichnete Hate That I Love You als „poppigen Titel“ und verglich es mit Rihannas Hit Umbrella, „aber es ist ein klassisches R&B-Lied mit einer sehr starken Melodie.“ Stylus Magazin beeindruckte das Lied nicht, sie bezeichneten den Titel als Mix aus Ne-Yos und Stargates vorherigen Werken: „Hier hörst du den Rhythmus von 'Sexy Love', den 'Irreplaceable' Einfluss und die Melodie von 'So Sick'… es ist ein frischer Mix aus alten Liedern.“ Das Magazin gab dem Lied nur zwei von zehn Sternen. Digital Spy bezeichnete das Lied als „traumhafte R&B-Ballade.“

### Chartplatzierungen
Hate That I Love You debütierte in den amerikanischen Billboard Hot 100 auf Platz 98 und erreichte seine Höchstposition 7, nachdem das Lied zuvor fünf Wochen auf Platz 9 verbrachte. Damit ist es in den Vereinigten Staaten ihr sechster Top-10-Hit und ihr erster seit Umbrella. Im Vereinigten Königreich erreichte das Lied durch hohe Downloadverkäufe noch vor seiner Veröffentlichung als Single Platz 15 der britischen Charts. In Australien sprang das Lied von der 49 auf die 18, damit gelang Hate That I Love You einer der größten Sprünge in der australischen Chartgeschichte. In Spanien erreichte die Duettversion mit David Bisbal Platz 3. Im deutschsprachigen Raum erreichte die Single Platz 11 in Deutschland, Platz 13 in der Schweizer Hitparade und Platz 14 in Österreich, somit verfehlte Rihanna mit diesem Lied in allen deutschsprachigen Ländern die Top 10. In den deutschen Jahrescharts 2008 erreichte Hate That I Love You Platz 89.
| ChartsChartplatzierungen       | Höchstplatzierung | Wochen |
| ------------------------------ | ----------------- | ------ |
| Deutschland (GfK)              | 11 (14 Wo.)       | 14     |
| Österreich (Ö3)                | 14 (19 Wo.)       | 19     |
| Schweiz (IFPI)                 | 13 (13 Wo.)       | 13     |
| Vereinigte Staaten (Billboard) | 7 (26 Wo.)        | 26     |
| Vereinigtes Königreich (OCC)   | 15 (20 Wo.)       | 20     |

| ChartsJahrescharts (2007)    | Platzierung |
| ---------------------------- | ----------- |
| Vereinigtes Königreich (OCC) | 88          |

| ChartsJahrescharts (2008)      | Platzierung |
| ------------------------------ | ----------- |
| Deutschland (GfK)              | 89          |
| Vereinigte Staaten (Billboard) | 62          |

### Auszeichnungen für Musikverkäufe
| Land/Region                  | Auszeichnungen für Musikverkäufe (Land/Region, Auszeichnung, Verkäufe) | Verkäufe  |
| ---------------------------- | ---------------------------------------------------------------------- | --------- |
| Australien (ARIA)            | Platin                                                                 | 70.000    |
| Brasilien (PMB)              | Diamant                                                                | 250.000   |
| Dänemark (IFPI)              | Gold                                                                   | 45.000    |
| Deutschland (BVMI)           | Gold                                                                   | 150.000   |
| Neuseeland (RMNZ)            | Gold                                                                   | 7.500     |
| Spanien (Promusicae)         | 3× Platin                                                              | 60.000    |
| Vereinigte Staaten (RIAA)    | 3× Platin                                                              | 3.000.000 |
| Vereinigtes Königreich (BPI) | Platin                                                                 | 600.000   |
| Insgesamt                    | 3× Gold · 8× Platin · 1× Diamant ·                                     | 4.182.500 |

Hauptartikel: Rihanna/Auszeichnungen für Musikverkäufe